# 1929 în film
- 1928 în cinematografie — 1929 în cinematografie — 1930 în cinematografie

## Evenimente

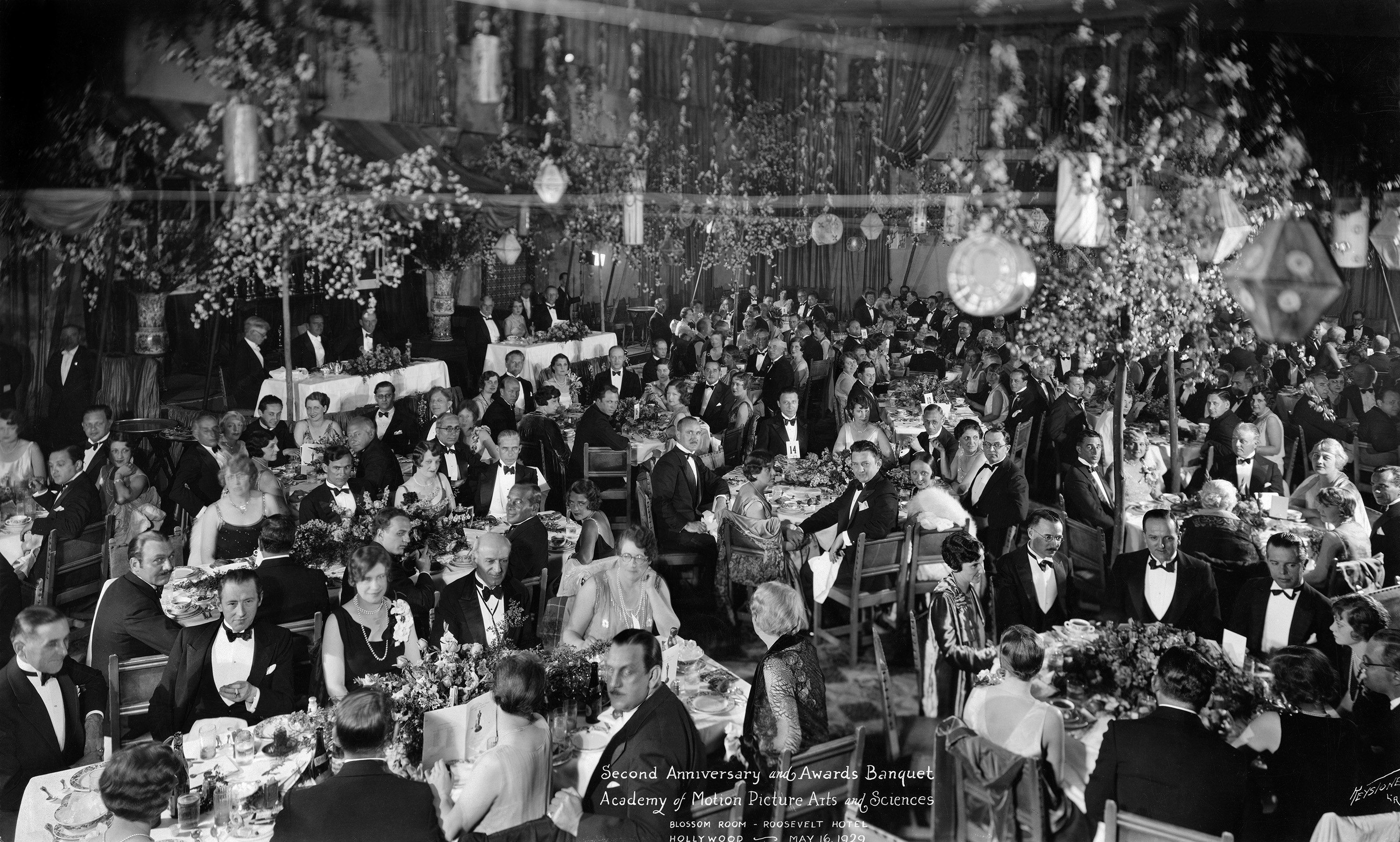
Prima ediție a premiilor Oscar

Zilele filmului mut sunt numărate. Începe o goană nebună de a realiza filme sincronizate cu  sunet.
- 20 ianuarie - Este lansat  În Vechiul Arizona , primul film vorbit de lung-metraj care a fost turnat în exterior.
- 1 februarie - The Broadway Melody este lansat de MGM și devine primul film muzical important din era sunetului, ceea ce a dus la o serie de imitări, precum și la o serie de filme Broadway Melody care se va întinde până în anul 1940.
- 16 mai - la Hollywood, California are loc prima ediție Academy Awards (Oscar)
- 13 iulie - Primul film integral vorbit și color (în Tehnicolor), On with the Show, este lansat de Warner Bros., lucru care duce la o nouă revoluție a culorii similară cu cea a filmului cu sonor

## Premiere românești
- Centenarul eliberării Giurgiului (1929)
- Dragus (1929)
- Gogula cheferist (1929)
- Goguță la ștrand (1929)
- Haiducii (1929)
- Război fără arme (1929)
- Viața unui oraș (1929)

## Premiere
- After the Verdict, regizat de Henrik Galeen, cu Olga Tschechowa și Warwick Ward - (Regatul Unit)
- Alibi, cu Chester Morris și Mae Busch
- The Alley Cat, regizat de Hans Steinhoff - (Regatul Unit/Germania)
- The American Prisoner, regizat de Thomas Bentley, cu Carl Brisson, Madeleine Carroll (Marea Britanie)
- An Andalusian Dog (Un chien andalou), scurtmetraj de Luis Buñuel și Salvador Dalí - (Franța)
- Applause, regizat de Rouben Mamoulian, cu Helen Morgan
- Arsenal (sau January Uprising in Kiev in 1918) - (URSS)
- Asphalt, cu Gustav Frohlich - (Germania)
- Atlantic, cu Madeleine Carroll, primul film cu sunet făcut în Germania și primul film despre Titanic - (Regatul Unit)
- The Awful Truth
- Berth Marks, un film cu Stan și Bran, scurtmetraj produs de Hal Roach
- Big Business, scurtmetraj cu Stan și Bran
- Big Time, cu Lee Tracy și Mae Clarke
- Blackmail, regizat de Alfred Hitchcock - (Regatul Unit)
- The Bridge of San Luis Rey, cu Lily Damita
- Broadway, film muzical de comedie cu secvențe Technicolor
- The Broadway Melody, film muzical de comedie cu Charles King, Anita Page și Bessie Love
- Bulldog Drummond, cu Ronald Colman
- The Canary Murder Case, cu William Powell, Louise Brooks, Jean Arthur
- Children of the Ritz
- The Clue of the New Pin - (Marea Britanie)
- The Cocoanuts, cu Marx Brothers
- A Cottage on Dartmoor, regizat de Anthony Asquith - (Regatul Unit)
- Coquette, regizat de Sam Taylor, cu Mary Pickford, Johnny Mack Brown, Matt Moore
- Dangerous Curves, cu Clara Bow și Richard Arlen
- Desert Nights, a silent film cu John Gilbert
- The Desert Song, film muzical operetta cu secvențe Technicolor
- Devil-May-Care, cu Ramón Novarro - film muzical romantic cu secvențe Technicolor
- Diary of a Lost Girl (Tagebuch einer Verlorenen), regizat de G.W. Pabst, cu Louise Brooks - (Germania)
- Disraeli, cu George Arliss și Joan Bennett
- Drifters, documentary by John Grierson - (Regatul Unit)
- Dynamite, regizat de Cecil B. DeMille, cu Conrad Nagel și Kay Johnson
- Eternal Love, regizat de Ernst Lubitsch cu John Barrymore
- Fancy Baggage, film parțial vorbit Warner Brothers Pictures cu Audrey Ferris și Myrna Loy
- Father Vojtech (Páter Vojtěch), regizat de Martin Frič - (Cehoslovacia)
- Finis Terræ, regizat de Jean Epstein - (Franța)
- The Flying Fleet, cu Ramón Novarro, Ralph Graves, Anita Page, and Edward Nugent
- The Flying Scotsman, cu Moore Marriott și Ray Milland - (Regatul Unit)
- Footlights and Fools, film muzical de comedie integral în Technicolor
- The Four Feathers, cu Richard Arlen și Fay Wray
- Fox Movietone Follies, film muzical cu secvențe Multicolor
- Fräulein Else, cu Elisabeth Bergner - (Germania)
- The General Line (Старое), regizat de Sergei Eisenstein - (URSS)
- Glorifying the American Girl, film muzical de comedie cu secvențe Technicolor
- Gold Diggers of Broadway, film muzical de comedie integral în Technicolor
- The Great Gabbo, film muzical de comedie cu secvențe Multicolor
- Hallelujah!, regizat de King Vidor
- Hardboiled Rose, a part-talkie cu Myrna Loy
- Hearts in Dixie, cu Clarence Muse, drama/musical
- High Treason regizat de Maurice Elvey și cu Jameson Thomas și Benita Hume - (Regatul Unit)
- His Glorious Night, regizat de Lionel Barrymore, cu John Gilbert - primul film vorbit al lui Gilbert notabil ca fiind filmul care i-a distrus cariera
- The Hole in the Wall, cu Claudette Colbert, Edward G. Robinson
- The Hollywood Revue of 1929, o prezentare a vedetelor aflate sub contract cu MGM
- Hot for Paris, producție Fox Film Corporation
- The Informer, regizat de Arthur Robison, cu Lya De Putti, Lars Hanson - (Regatul Unit)
- In Old Arizona, cu Warner Baxter
- The Iron Mask, cu Douglas Fairbanks
- The Kiss, cu Greta Garbo și Conrad Nagel
- Kitty, regizat de Victor Saville (Marea Britanie)
- A Knight in London, cu Lilian Harvey - (Regatul Unit/Germania)
- The Lady Lies, cu Walter Huston și Claudette Colbert
- Lady of the Pavements, regizat de D.W. Griffith, cu Lupe Vélez și William Boyd
- Land Without Women, cu Conrad Veidt - (Germania)
- The Letter
- The Locked Door, cu Rod LaRocque și Barbara Stanwyck
- The Love Parade, cu Maurice Chevalier și Jeanette MacDonald
- Lucky Star, regizat de Frank Borzage, cu Janet Gaynor și Charles Farrell
- Ludwig II, King of Bavaria (Ludwig der Zweite, König von Bayern), regizat de & cu William Dieterle - (Germania)
- Madame X, regizat de Lionel Barrymore
- Man with a Movie Camera (Chelovek s kinoapparatom),  documentar - (URSS)
- The Manxman, regizat de Alfred Hitchcock - (Regatul Unit)
- Married In Hollywood, film muzical romantic cu secvențe Multicolor
- Melody of the Heart, regizat de Hanns Schwarz, cu Willy Fritsch - (Germania)
- The Miraculous Life of Thérèse Martin (La Vie miraculeuse de Thérèse Martin), regizat de Julien Duvivier - (Franța)
- Les Mystères du Château de Dé (The Mysteries of the Chateau of Dice),  regizat de Man Ray, cu Man Ray - (Franța)
- The Mysterious Dr. Fu Manchu, cu Warner Oland și Jean Arthur
- The Mysterious Island, cu Lionel Barrymore
- Navy Blues, regizat de Clarence Brown
- The New Babylon (Novyy Vavilon) - (URSS)
- New York Nights, cu Norma Talmadge și Gilbert Roland
- On with the Show, film muzical de comedie integral în Tehnicolor
- The Organist at St. Vitus' Cathedral (sau Varhaník u sv. Víta), regizat de Martin Frič - (Cehoslovacia)
- Pandora's Box (Die Büchse der Pandora), regizat de G.W. Pabst, cu Louise Brooks - (Germania)
- Paris, film muzical de comedie cu secvențe Technicolor
- Piccadilly, a melodrama cu Anna May Wong și Gilda Gray - (Regatul Unit)
- Pointed Heels, cu William Powell, film muzical de comedie cu secvențe Technicolor
- Queen Kelly, cu Gloria Swanson (film neterminat deoarece producătorii săi s-au opus lansării unui film mut în epoca filmului sonor)
- Rain, regizat de Joris Ivens (Olanda)
- Redskin, cu Richard Dix, a drama with Technicolor sequences
- The Rescue, cu Ronald Colman și Lili Damita
- Resia Boroboedoer, singurul film produs de Nancing Film Corp. - (Dutch East Indies)
- The Return of the Rat, regizat de Graham Cutts și cu Ivor Novello - (Regatul Unit)
- Rio Rita, cu Bebe Daniels - film muzical de comedie cu secvențe Technicolor
- The River, regizat de Frank Borzage
- The Runaway Princess regizat de Anthony Asquith și Fritz Wendhausen și cu Mady Christians și Fred Rains (Marea Britanie/Germania)
- Sally, film muzical de comedie integral în Technicolor
- The Saturday Night Kid, cu Clara Bow, Jean Arthur, și un rol minor pentru Jean Harlow (nem.)
- Show Boat, un film parțial-vorbit care nu e bazat pe muzicalul faimos ci pe un roman  de Edna Ferber care l-a inspirat
- The Show of Shows, cu John Barrymore și Loretta Young, film muzical de comedie cu secvențe Technicolor
- Side Street, cu Moore Brothers
- The Single Standard, regizat de John S. Robertson, cu Greta Garbo & Nils Asther
- The Skeleton Dance, scurtmetraj de animație Walt Disney
- Smilin' Guns, de Hoot Gibson, comedie Western
- Spite Marriage, film cu Buster Keaton
- St. Louis Blues, cu Bessie Smith
- Den starkaste, regizat de Alf Sjöberg - (Suedia)
- Street Girl, regizat de Wesley Ruggles, primul film oficial RKO Pictures
- Sunny Side Up, cu Janet Gaynor și Charles Farrell, film muzical de comedie cu secvențe Technicolor
- Syncopation
- The Taming of the Shrew, cu Mary Pickford și Douglas Fairbanks
- This Thing Called Love, cu Edmund Lowe și Constance Bennett, film muzical de comedie romantic cu secvențe Technicolor ; considerat film pierdut
- The Three Kings, regizat de Hans Steinhoff, cu Henry Edwards, Evelyn Holt (Marea Britanie/Germania)
- The Three Passions, regizat de Rex Ingram - (Regatul Unit)
- Thunder, regizat de William Nigh, cu Lon Chaney, Sr. și Phyllis Haver
- Thunderbolt, regizat de Josef von Sternberg, cu George Bancroft și Fay Wray
- A Throw of Dice - (Germania/Regatul Unit/India)
- The Trespasser, regizat de Edmund Goulding, cu Gloria Swanson și Robert Ames
- Turksib - (URSS)
- The Vagabond Lover, cu Rudy Vallée
- The Virginian, cu Gary Cooper și Walter Huston
- Wait and See, regizat de Walter Forde - (Marea Britanie)
- Wall Street, cu Ralph Ince
- Welcome Danger, cu Harold Lloyd
- Where East is East, regizat de Tod Browning; cu Lon Chaney, Lupe Vélez și Estelle Taylor
- White Hell of Pitz Palu (Die weiße Hölle vom Piz Palü), cu Leni Riefenstahl - (Germania)
- Why Be Good?
- Wild Orchids, cu Greta Garbo, Lewis Stone și Nils Asther
- The Wolf Song, cu Gary Cooper și Lupe Vélez
- Woman in the Moon (Frau im Mond), regizat de Fritz Lang - (Germania)
- Wonder of Women
- The Wonderful Lies of Nina Petrovna, regizat de Hanns Schwarz - (Germania)
- Words and Music, primul film în care John Wayne este menționat ca Duke Morrison
- The Wrecker (Der Würger) - (Regatul Unit/Germania)

## Filmele cu cele mai mari încasări
| Poziția | Titlu                    | Încasări    |
| ------- | ------------------------ | ----------- |
| 1.      | Gold Diggers of Broadway | $5,250,000  |
| 2.      | Sunny Side Up            | $3,200,000  |
| 3.      | The Cock-Eyed World      | $2,600,000  |
| 4.      | Welcome Danger           | $2,100,000  |
| 5.      | The Desert Song          | $2,000,000  |
| 6.      | Rio Rita                 | $1,900,000  |
| 7.      | Cocoanuts                | $1,800,000  |
| 8.      | In Old Arizona           | $1,500,000  |
| 9.      | The Love Parade          | $ 1,500,000 |
| 10.     | Why Bring That Up?       | $1,400,000  |
| 11.     | Disraeli                 |             |
| 12.     | The Broadway Melody      |             |
| 13.     | Hollywood Revue of 1929  |             |
| 14.     | Coquette                 |             |
| 15.     | Paris                    |             |
| 16.     | The Kiss                 |             |
| 17.     | The Mysterious Island    |             |
| 18.     | Show of Shows            |             |
| 19.     | On With the Show         |             |
| 20.     | Broadway                 |             |
| 21.     | The Four Feathers        |             |
| 22.     | Sally                    |             |
| 23.     | Redskin                  |             |
| 24.     | The Pagan                |             |
| 25.     | Marriage Playground      |             |
| 26.     | Say It With Songs        |             |
| 27.     | They Had to See Paris    |             |
| 28.     | Navy Blues               |             |
| 29.     | Their Own Desire         |             |
| 30.     | Divine Lady              |             |
| 31.     | The Trespasser           |             |
| 32.     | Madame X                 |             |
| 33.     | The Last of Mrs. Cheyney |             |
| 34.     | Bulldog Drummond         |             |

## Premii

### Oscar
Articol detaliat: Oscar 1929
- Cel mai bun film:  The Broadway Melody - MGM
- Cel mai bun actor:  Warner Baxter - In Old Arizona
- Cel mai bun actor:  George Arliss - Disraeli
- Cea mai bună actriță:  Mary Pickford - Coquette

Notă: Înainte de 1933, premiile nu se bazau pe anii calendaristici, de aceea există 2 premii pentru cel mai bun actor pentru filmele din 1929.